# 履中天皇
履中天皇（日语：／ Richū Tennō），日本第17代天皇（履中天皇元年2月1日 - 履中天皇6年3月15日在位）。古事記記載他活了64歲。

## 本名
- 大兄去来穂別尊（おおえのいざほわけのみこと） - 《日本書紀》
- 大江之伊邪本和氣命（おおえのいざほわけのみこと） - 《古事記》
- 大兄伊射報本和氣命（おおえのいざほわけのみこと） - 《播磨国風土記》

## 生平
据史籍记载，仁德天皇死后，同母弟住吉仲皇子曾兵围其宫。履中获悉后逃至河内，居石上神宫。后于大和磐余即位。在位六年，在诸国置国史，“记言事达四方志”。并在斋藏旁建内藏，开始设藏职。

## 系譜
仁徳天皇之第一皇子。母為葛城襲津彦之女・磐之媛。
皇妃：黑媛（葛城葦田宿禰之女、一説羽田八代宿禰之女）
磐坂市辺押磐皇子 仁賢天皇・顕宗天皇之父
御馬皇子
青海皇女
皇后：草香幡梭皇女（應神天皇之皇女，即履中天皇姑姑）
中磯皇女（中蒂姫命）　大草香皇子之妃・後成為安康天皇之皇后
嬪：太姫郎姫（鯽魚磯別王之女）
嬪：高鶴郎姫（鯽魚磯別王之女）